# Шарагул (Нукутский район)
Шарагул (бур. Шара Гол - жёлтая долина(река)) — деревня в Нукутском районе Усть-Ордынского Бурятского округа Иркутской области России. Входит в муниципальное образование «Новоленино».

## География
Населённый пункт расположен в 33 км северо-восточнее районного центра, на высоте 500 метров над уровнем моря.

## Население
Нет данных

## Транспорт
Просёлочная дорога.